# Irvin Amaya
Irvin Daniel Amaya (Monterrey, Nuevo León; 7 de noviembre de 1995) es un artista marcial mixto mexicano que compite en la división de peso pluma de LUX Fight League.

## Carrera de artes marciales mixtas

### Carrera temprana
Hizo su debut en las MMA profesionales el 4 de julio de 2015 con una victoria por sumisión. Luego, acumuló otras cuatro victorias antes de firmar con LUX Fight League en 2018.

### LUX Fight League
Amaya debutó en LUX contra José Calvo el 17 de febrero de 2018 en LUX 002. Perdió la pelea por nocaut técnico en el primer asalto, luego de sufrir una lesión de rodilla.
Después de tres años fuera de la jaula, Amaya regresó en 2021 y acumuló dos victorias contra Carlos Rivera el 12 de marzo en LUX 012 y ante Antonio Rodríguez el 6 de agosto en LUX 015.
Amaya se enfrentó a José Roura el 18 de marzo de 2022 en LUX 021. Ganó la pelea por decisión unánime.
Amaya se enfrentó a Kevin García el 13 de agosto de 2022 en LUX 025, evento que ambos encabezaron. La pelea la ganó García por decisión unánime.
Amaya se enfrentó a Abraham Nava el 18 de noviembre de 2022 en LUX 028. Ganó la pelea por decisión unánime.
El 2023 se convirtió en el peor año en la carrera de Amaya, ya que fue derrotado en todas las peleas que disputó en ese año. Primero ante Juan Díaz el 3 de febrero en LUX 030, después frente a André Barquero el 11 de agosto en LUX 035 y finalmente Santiago Prieto el 1 de diciembre en LUX 038.
Posteriormente, Amaya fue programado para enfrentar a Rafael Saenz el 26 de abril de 2024 en LUX 042. Con una patada al cuerpo en el segundo asalto, logró su primer triunfo en más de un año y el nocaut fue considerado entre los más notorios por LUX durante 2024.
Amaya se enfrentó a Edgar García Cabello el 11 de octubre de 2024 en LUX 046. Ganó la pelea por nocaut técnico en tan solo 56 segundos de haber iniciado.
Amaya se enfrentó a Isaac Ruelas el 16 de mayo de 2025 en LUX 052. Ganó la pelea por KO en el primer asalto.

## Campeonatos y logros
- LUX Fight League
  - Mayor cantidad de peleas de peso mosca en la historia de LUX (12)
  - Empatado (con Alan Domínguez y Luis Rey Gallegos) en la segunda mayor cantidad de peleas en la historia de LUX (12)

## Récord en artes marciales mixtas
| Récord profesional | Récord profesional | Récord profesional |
| 17 peleas          | 12 victorias       | 5 derrotas         |
| ------------------ | ------------------ | ------------------ |
| Nocaut             | 6                  | 1                  |
| Sumisión           | 1                  | 2                  |
| Decisión           | 6                  | 2                  |

| Resultado | Récord | Oponente             | Método                      | Evento                                   | Fecha                   | Ronda | Tiempo | Localización     | Notas |
| --------- | ------ | -------------------- | --------------------------- | ---------------------------------------- | ----------------------- | ----- | ------ | ---------------- | ----- |
| Victoria  | 12–5   | Isaac Ruelas         | TKO (golpes)                | LUX 052                                  | 16 de mayo de 2025      | 1     | 1:32   | Guadalajara      |       |
| Victoria  | 11–5   | Edgar García Cabello | TKO (golpes)                | LUX 046                                  | 11 de octubre de 2024   | 1     | 0:56   | Tampico          |       |
| Victoria  | 10–5   | Rafael Saenz         | KO (patada al cuerpo)       | LUX 042                                  | 26 de abril de 2024     | 2     | 2:54   | Guadalajara      |       |
| Derrota   | 9–5    | Santiago Prieto      | Sumisión (rear-naked choke) | LUX 038                                  | 1 de diciembre de 2023  | 2     | 3:57   | Monterrey        |       |
| Derrota   | 9–4    | André Barquero       | Sumisión (rear-naked choke) | LUX 035                                  | 11 de agosto de 2023    | 1     | 4:07   | Monterrey        |       |
| Derrota   | 9–3    | Juan Díaz            | Decisión (unánime)          | LUX 030                                  | 3 de febrero de 2023    | 3     | 5:00   | Monterrey        |       |
| Victoria  | 9–2    | Abraham Nava         | Decisión (unánime)          | LUX 028                                  | 18 de noviembre de 2022 | 3     | 5:00   | Monterrey        |       |
| Derrota   | 8–2    | Kevin García         | Decisión (unánime)          | LUX 025                                  | 13 de agosto de 2022    | 3     | 5:00   | Monterrey        |       |
| Victoria  | 8–1    | José Roura           | Decisión (unánime)          | LUX 021                                  | 18 de marzo de 2022     | 3     | 5:00   | Monterrey        |       |
| Victoria  | 7–1    | Antonio Rodríguez    | Decisión (unánime)          | LUX 015                                  | 6 de agosto de 2021     | 3     | 5:00   | Monterrey        |       |
| Victoria  | 6–1    | Carlos Rivera        | Decisión (unánime)          | LUX 012                                  | 12 de marzo de 2021     | 3     | 5:00   | Monterrey        |       |
| Derrota   | 5–1    | José Calvo           | TKO (lesión de codo)        | LUX 002                                  | 17 de febrero de 2018   | 1     | 2:10   | Ciudad de México |       |
| Victoria  | 5–0    | Andrés Leal          | Decisión (dividida)         | The Art of Fighting: In Search of Glory  | 2 de septiembre de 2017 | 3     | 5:00   | Guadalajara      |       |
| Victoria  | 4–0    | Rafael Dávila        | TKO (retiro)                | Combate Extremo: Dia del Aficionado 2017 | 26 de mayo de 2017      | 1     | 5:00   | Monterrey        |       |
| Victoria  | 3–0    | Enrique Barragán     | TKO (golpes)                | Combate Extremo: 16° Anniversario        | 19 de agosto de 2016    | 1     | 1:00   | Monterrey        |       |
| Victoria  | 2–0    | Antonio Rodriguez    | Decisión (unánime)          | The Supreme Cage 6                       | 2 de octubre de 2015    | 3     | 5:00   | Monterrey        |       |
| Victoria  | 1–0    | Mario Tena           | Sumisión                    | Combate Extremo: Loco vs. Galvan 2       | 4 de julio de 2015      | 2     | 1:58   | Monterrey        |       |